# ジェラルド・ワインバーグ
ジェラルド(ジェリー)・ワインバーグ (Gerald Marvin Weinberg ('Jerry'),1933年10月27日-2018年8月7日) は、アメリカ合衆国の作家、心理学教師、そしてソフトウェア開発の人類学者。彼の有名な著作、『プログラミングの心理学』(原題:The Psychology of Computer Programming)、『一般システム思考入門』(原題:Introduction to General Systems Thinking)の他多くが、ソフトウェア開発・プログラミング・コンピュータ科学の名著とされている。
ワインバーグの著作は、人を魅了する文体とユーモアにあふれた警句で知られている。
1997年6月に、エドワード・ヨードン、チャールズ・バベッジ、シーモア・クレイ、ジェームズ・マーティン (en)、グレース・ホッパー、そしてビル・ゲイツとともにコンピューター殿堂入りした。

## 経歴

### 幼少時代
1933年10月27日、シカゴで生まれる。
子供のころから書くことが好きで、学校では、頭のいい生徒として先生から目をかけられており、飛び級もしている。
しかし、クラスメイトからいじめを受けており、母からの虐待もあった。
ピンボールの能力が高かったが、当時、ピンボールは風紀の悪いボウリング場などにしか置かれなかったため、母にはよく思われていなかった。
そのため、ファイブ・テン・トゥエンティーという機種のピンボールマシンを父が購入し、自宅の地下室に設置する。
しかし、5セントでボール5個の有料設定にしていたため、ジェリーはときどきボウリング場に行っていた。
有料にしてくれたことが、もとをとろうという意欲につながり、ピンボール能力の向上に役立ったとジェリーは述べている。

### 大学時代
一年生のとき、必修科目の国語のクラス分けで不正をし、ビル・ガフニー先生のクラスとなる。
入学当時、身長190cm、体重107kgだったが、クローン病にかかり、二年生半ばに体重が62kgになった。
さらにオマハの病院に入院中に50kgまで減り、初期のモルヒネ中毒となる。
ロージー(薔薇色嬢)と呼ばれる看護婦によって、中毒を打ち破ることに成功する。
ネブラスカ大学のプレハブ校舎で速読の講義を受けている。
フリーブル教授のもとでバイトをしており、時給90セントのバイト料を稼いでいた。
しかし、ひいきの生徒の点を上げ、気に入らない生徒の点を下げる教授のやり方に反感を覚え、バイトをやめている。
バークレーで物理学の博士号を取得する。

### IBM時代
サンフランシスコでIBMに就職する。
IBM650のプログラマとして高い能力を持ち、満足していた。
ロスアンジェルスに転勤するが、当初IBM704が使いこなせず、IBM650に戻ろうとしていた。
何度かの転勤後、ワシントンの連邦システム部門に配属される。
NASAが入札業者に提案を求めたシステムの誤りを発見し、問題点と代案を提出する。
その結果、マーキュリー計画のオペレーティング・システム開発マネージャーとなる。
当時、IBM社長兼会長のトーマス・J・ワトソン・ジュニアから、人命が失われる恐れのあるソフトウェアの欠陥を見落とすことがないようにという指示を受けた。
誰かがそのような欠陥を無視しようとした場合は、その人物をニューヨークのワトソンのところへ送ることになっていた。
無視しようとした人物が14人いたが、ワトソンと話をする必要があると言ったところ、全員が引き下がった。

## 法則
以下にワインバーグの著作で発表された法則を列挙する。
記載の順序は、和書の発行順とし、同じ本の中で紹介されたものは、原則としてページ数の昇順とする。
同名の法則でも表現が異なるものがあるため、重複するものも記載する。
数字の表記(漢数字・アラビア数字)は、引用元に合わせるものとする。

### システムづくりの人間学-計算機システムの分析と設計を再考する
列車ダイヤの逆理
1. サービスが不十分である。
2. (1)の結果として、顧客は現行のサービスをまったく、ないしあまり利用していない。
3. やはり(1)の結果として、顧客はサービスの改善を求める。
4. (2)を理由としてシステム分析家は、要請(3)を拒否する。

要するに、サービスがわるいから分析家はサービス改善の要求を断る。

### 要求仕様の探検学-設計に先立つ品質の作り込み
鉄道のパラドックス
時刻表にない列車を待っている乗客がいるわけがない。
1. 製品は不満足である。
2. 1により、潜在的ユーザはその製品を使用しない。
3. 潜在的ユーザはもっとよい製品を求める。
4. 2の理由により、要求は否定される。

製品開発の第ゼロ法則
制約を満たす必要がなければ、
他のどんな要件も満たすことができる。

### ライト、ついてますか—問題発見の人間学
言葉遊びのゴールデンリスト
1. 強調の置き場所を変えてみる。
2. 肯定を否定に、否定を肯定に変えてみる。
3. 「てもよい(may)」を「なければならない(must)」に変えてみる。またはその逆をやる。
4. 「または(or)」を「と……の一方(either or)」に変えてみる。またはその逆をやる。
5. 「および(and)」を「または(or)」に変えてみる。またはその逆をやる。
6. 積極的に定義が与えられている述語を選んで、文中のそれがあらわれた場所を定義の文句で置き換えてみる。
7. 「等」、「以下同様」、「ほか」などとあったら、そこにもう一つ実例をつけ加えてみる(この規則についてやってみること)。
8. 説得的な言葉――「明らかに(obviously)」、「ゆえに(therefore)」、「明瞭に(clearly)」、「確かに(certainly)」など――を探して、それが代表しているはずの論証でそれらを置き換えてみる。
9. 文またはパラグラフがあらわしているものを絵に描いてみようとする。
10. 言葉で書いてあるものを式であらわす。
11. 式を言葉であらわす。
12. 図が何をいっているかを言葉であらわそうとしてみる。
13. 「読者(you)」を「筆者(me)」で置き換える。
14. 「筆者(me)」を「読者(you)」で置き換える。
15. 「われわれ(we)」と「読者(you)」を「双方(both parties)」で置き換える。
16. 「一つの(a)」を「その(the)」、「その(the)」を「一つの(a)」で置き換える。
17. 「一部の(some)」を「全部(every)」で置き換える。
18. 「全部の(every)」を「一部の(some)」で置き換える。
19. 「つねに(always)」を「あるとき(sometime)」で置き換える。
20. 「あるとき(sometime)」を「決して……ない(never)」で置き換える。

問題定義に関する教訓第1番
ちょっと見たところと違って人々は、くれといったものを出してやるまでは何がほしかったかを知らぬものである
問題定義に関する教訓第2番
あとから調べてみれば、本当に問題を解いてほしかった人はそんなにいないものだ
問題解決に関する古いことわざ
ちゃんとやるひまはないもの、もう一度やるひまはいくらでもあるもの
本当にほしいか考えるひまはないもの、後悔するひまはいくらでもあるもの

### コンサルタントの秘密-技術アドバイスの人間学
秘密第一番
コンサルタント業は、ちょっと見たほど楽じゃない。
コンサルタントの第一法則
依頼主がどういおうとも、問題は必ずある。
コンサルタントの第二法則
一見どう見えようとも、それはつねに人の問題である。
コンサルタントの第三法則
料金は時間に対して支払われるのであって、解答に対して支払われるのではない、ということを忘れてはならない。
一〇パーセントの約束の法則
決して一〇パーセントより多くの改良を約束してはいけない。
一〇パーセントの解決策の法則
もしたまたま一〇パーセントを超える改良をしてしまったときは、それが気づかれないよう手を打つこと。
手柄の法則
誰の手柄になるかを気にしていたら、何も達成できない。
去りゆくガンマンのファンタジー
依頼主が感謝の気持ちを示さないときには、相手はこちらの仕事のあまりのすばらしさに口も利けなくなっているのだ、と思うことにしよう。ただしそれは自分のファンタジーであって、彼らのファンタジーではない、ということを忘れないように。
コンサルタントの第四法則
自分で雇ったのではない相手の問題を解いてやるな。
ラズベリージャムの法則
広げれば広げるほど薄くなるもの。
影響か富か、二つに一つだ。
ワインバーグのふたごの法則
たいていのとき、世界のたいていの部分では、人がどれほどがんばろうとも意味のあることは何も起きない。
ルウディーのルタバガ法則
第一番の問題を取り除くと、第二番が昇進する。
困難法則
失敗を容認できない人はコンサルタントとしては成功できない。
困難法則の転置形
中にはコンサルタントとして成功している人もあるのだから、失敗とつき合うことも可能なはずだ。
高度困難法則
第一番の問題を取り除いたとき、第二番を昇進させるのはキミだ。
最高度困難法則
自分の手助けをすることは、他人の手助けをするよりもっとずっとむずかしい。
トレードオフ療法
やらずぶったくりは利かない。
ある方向に動けば、別の方向についてコストが発生する。
フィッシャーの基本定理
よく適応すればするほど、適応力を失いがちだ。
三度目の幸福
コンサルタントは、三番目に与えられた問題において、もっとも有能であることが多い。
オレンジ・ジューステスト
それはできますよ。で、それにはこれだけかかります。
マービンの大秘密第一番
すべての病気の九〇パーセントまでは自然になおる――医師による手当てなどまったくなしに。
みずから治癒できるはずのシステムは、穏やかに扱おう。
工学の第一法則
こわれてねえのなら、なおすなよ。
マービンの大秘密第二番
自分で自分をなおせるシステムを繰り返し治癒していると、ついには自分をなおせないシステムができる。
マービンの大秘密第三番
どんな処方にも二つの部分がある。その一つは薬、もう一つはそれが正しく使われることを保証するための方法だ。
マービンの大秘密第四番
依頼主が何をしていようとも、何かそれとは違うことを勧めなさい。
もし彼らがこれまでしてきたことが問題を解決しなかったのなら、何か違うことをするように勧めるがよい。
マービンの大秘密第五番
料金を十分受け取って、彼らがあなたがいったことを確かに実行するように仕向けなさい。
コンサルタント業において一番大切な業務は、料金を適正に設定することだ。
マービンの大秘密第六番
処置をあまり早くやめるな。だが、処置にあまり長いことかじりつくな。
やりかたを知っていても、しおどきを知っているほどにはもうからない。
ゴーマン法則
なおせなかったら機能にしてしまえ。
金ピカ法則
機能にできなかったら、それらしく見せてしまえ。
逆金ピカ法則
何かが「らしく見せられている」とすれば、それはなおす必要がある。
金槌の法則
クリスマスプレゼントに金槌をもらった子どもは、何でも叩きたがる。
白パンの危険信号
同じレシピを使えば、同じパンができる。
ボールディングの逆行原理
ものごとがそうなっているのは、そうなったからだ。
問題解決に関するスパークスの法則
問題を解決できる見込みは、問題を起こしたのは誰なのか見つけ出そうという立場に近づけば近づくほど減少する。
歴史研究ガイド
簡単な調査にとどめ、くわしくなりすぎないよう注意。われわれはコンサルタントであって検事ではない。
理解のために調査しよう。批判のために調査するのはやめよう。
現状のうちからよい点を見つけ出し、それに言及しよう。
なぜの呪い
エネルギーや空気や水や食物は品切れになるかもしらんが、理由ばかりは決して品切れにならんもんだぞ。
レッテルの法則
われわれはたいがい、商品ではなくレッテルを買う。
事物の名称は事物にあらず。
三本指の法則
自分が誰かに指を向けているときには、あと三本の指が指しているものに注意。
五分間の法則
依頼主はつねに自分たちの問題の解きかたを知っている。そしてその解答を、最初の五分間の間に口にする。
平準化の法則
有能な問題解決者は、数多くの問題を抱えることはあるが、一つの支配的な問題を抱えることはめったとない。
ワインバーグの行きすぎの法則
行きすぎというのは、ただ先が見えないだけということもある。
三の法則
自分の計画を駄目にする原因が三つ考えられないようなら、思考過程の方に何か問題がある。
不調和の洞察
言葉と音楽が合っていなかったら、そこに欠けた要素がある。
ブラウンのすばらしき遺産
言葉は役立つことも多いが、音楽に耳を傾けることはつねに引き合う。自分の心の中の音楽は、特にそうだ。
本管の金言
知らなくても怪我をするとは限らないが、思い出さないとすれば間違いなくやられる。
ポテトチップスの原理
相手のことを知っていれば、引き金を仕掛けるのはたやすい。
タイタニック効果
惨事はあり得ないという考えは、しばしば考えられない惨事を引き起こす。
ワインバーグのふたごの法則の転置系(逆転ワインバーグの法則)
ときにより、ところによっては、目立った変化が起こることもある――特に人がそのためにがんばっていないときには。
プレスコットのピックルス原理
漬け水がキュウリに漬かるよりは、キュウリが漬け水に漬かる方が早い。
大きなシステムを、長期にわたる継続的接触を通じて変えようとする小さなシステムは、むしろ自分のほうが変えられてしまう可能性が高い。
ローマーの法則
家にとどまろうともがくと、そのためにさまよい人になってしまうこともある。
ホーマーの法則
旅をしようとしてもがいていると、そのせいで引っ込み屋になることもある。
ホローマーの法則
何かを失うための最良の方法は、それを離すまいともがくことだ。
もっとも大きく、もっとも長持ちする変化は、通常、結局はもっとも大きく変化することになるものを変化させまいとする試みの中から発生している。
ファーストフードのウソ
差なし、プラス差なし、プラス差なし、プラス……は、いつかははっきりとした差になる。
ワインバーグのテスト
あなたはそのシステムに、自分の命をあずける気がありますか。
ワインバーグのテストの弱い版
あなたは右腕を危険に晒す気がありますか。
あなたは左腕を危険に晒す気がありますか。
あなたは全財産を危険に晒す気がありますか。
あなたは一箇月の給料を危険に晒す気がありますか。
あなたはポケットマネーを一〇ドル、危険に晒す気がありますか。
新しいの法則
新しいものは決してうまく働かない。
パンドラ性発疹
新しいものは決してうまく働かない。だがいつも、今度こそうまくゆくだろうという希望がある。
ディーラーの心意気
みんなを信頼して、でもカードは切るんだ。
彼らに何でも好きなことをやらせておこう。ただし彼らに、自分たちの身を守るすべを教えておこう。
いつも依頼主を信用しよう。だがカードは切ろう。
エドセルの訓令
新しいものとつき合わなければならないときは、二つではなく一つにしよう。
フォルクスワーゲンの真理
それが拒否できないのなら、拡散させよう。
時間の爆弾
時間はすべての癒やしをこわす。
時間を無駄にするためのもっともいい方法は、注意を四方八方にまき散らすことだ。
ロンダの悟り第一番
それは危機のように見えるかもしれないが、実は幻想の終わりにすぎない。
ロンダの悟り第二番
変化が避け得ないものであるとき、人は自分がもっとも高い価値を置いているもののために、もっとも強くもがく。
ロンダの悟り第三番
変化を食い止めたり和らげたりしようとして幻想を作り出すと、変化はますます起こりやすく、また受け入れにくくなるものだ。
バッファローのブレーキ
バッファローはどこへだって連れてゆけるさ、やつらが行きたがっているところへならね。
バッファローをどこかへ行かせないことはできるさ。やつらが行きたいと思っていないところにならね。
マーケティングの第一法則
コンサルタントは二つの状態のどちらかにある。一つはI状態(ひまな状態)、もう一つはB状態(忙しい状態)である。
マーケティングの第二法則
依頼主を獲得する最良の方法は、依頼主を持つことだ。
マーケティングの第三法則
週に少なくとも一日は、人目に触れるために使おう。
マーケティングの第四法則
自分にとって依頼主は、自分が依頼主にとって重要であり得るよりずっと重要だ。
マーケティングの第五法則
一人の依頼主の仕事が、仕事全体の四分の一より多くならないようにしよう。
リンの人生法則
コンサルタントとして自分自身にノーといえるようでいるために、どの依頼主にでもノーといえるようでいなくっちゃ。
マーケティングの第六法則
マーケティングのための最良の道具は、満足した依頼主だ。
マーケティングの第七法則
最良のアイディアは彼らのやってしまおう。
マーケティングの第八法則(ダンカン・ハインズの違い)
自分の卵を入れると、味がよくなる。
マーケティングの第九法則
時間の少なくとも四分の一は何もしないで過ごそう。
マーケティングの第十法則
マーケティングは量のためではなく、質のためにしよう。
価格設定の第一法則
価格設定は多くの機能を持つ。金銭の授受はその一つにすぎない。
価格設定の第二法則
彼らはたくさん払えば払うほど多く、受取人を愛する。
彼らは少なく払えば払うほど少なく、受取人を尊敬する。
価格設定の第三法則
金銭は通常、価格のもっとも小さい部分である。
価格設定の第四法則
価格設定は零和ゲームではない。
価格設定の第五法則
もしその金が必要なら、仕事は引き受けてはいけない。
価格設定の第六法則
仕事が気に入ってもらえなかったら、お金をもらってはいけない。
価格設定の第七法則
金銭は料金以上のものだ。
価格設定の第八法則
価格は単なる事物ではない。それは交渉によってもたらされる関係である。
価格設定の第九法則(後悔最小化の原理)
料金は、どちらに転んでも後悔しないように決めよう。
価格設定の第十法則
すべての価格設定は、究極的には感情に基づいてなされる。こちらとあちらの感情に基づいて、である。
信頼の第一法則
あなたが誰かを見捨てたとき、その理由に興味を持つのはあなた一人だ。
信頼の第二法則
信頼を勝ち得るのには何年もかかるが、失うのは一瞬だ。
信頼の第三法則
人は、なぜあなたを信頼しなくなったのか、いってはくれない。
信頼の第四法則
信頼を勝ち得るための策略とは、すべての策略を避けることだ。
信頼の第五法則
人々は決してうそをつかない。彼らの目から見る限りは。
信頼の第五法則(ディーラーの心意気の特別の場合)
いつも依頼主を信用しよう。だがカードは切ろう。
信頼の第七法則
決して不正直なことをしてはいけない。依頼主がそうしろといったときでさえ。
信頼の第八法則
決して何も約束してはいけない。
信頼の第九法則
約束は必ず守ろう。
信頼の第十法則
約束は書面でしよう。だが信頼に頼ろう。
農場からの教訓
一、安い種を使ってはいけない。
二、土の準備は庭作りの秘密である。
三、タイミングがきわめて大切である。
四、一番しっかり地面に根づくのは、自分の根で育った作物である。
五、水をやりすぎると、強くならないで弱くなる。
六、最善の努力を払っても、枯れる作物は枯れる。

### スーパーエンジニアへの道-技術リーダーシップの人間学
サティアのやり取りモデル
一、知覚入力
二、解釈
三、感情
四、感情についての感情
五、防御
六、発言に関する規則
七、結果
仕事中心主義からの教訓
教訓第一番
生き残りがかかっているときには、人優先にするほか方法がない。
教訓第二番
もし仕事が高度に技術的でないなら、リーダーは有能である必要はなく、恐怖によってリードするということが可能である。
教訓第三番
強い技術的素養を持っている人は、どんな仕事であれやりたくない仕事から、それを技術的な仕事に変換することによって逃れることができる。
教訓第四番
人に気を配らないリーダーには、リードされる方が選択の余地を持っていない場合を除き、リードすべき相手など誰もいはしない。
教訓第五番
人についていくら気を配っても、何も差し出すものがなくて、ただその振りをしているだけであるなら、人をつなぎ止めておくことはできない。
教訓第六番
仕事中心主義のリーダーは、自分の手柄をとかく過大評価する。
教訓第七番
われわれがする仕事の中には、働く人の将来の可能性をそのために犠牲にしてよいほど重要なものは、実はほとんどない。
教訓第八番
複雑な仕事の場合は、計画が決して「崩れない」と確信できるリーダーはいない。
教訓第九番
問題解決型リーダーとして成功するためには、人々が人間であることをつねに前面に出しておかなければならない。
教訓第一〇番
もしあなたがリーダーなら、人々こそあなたの仕事の対象である。それ以外にする値打ちのある仕事はない。
助力についての教訓
教訓第一番
人々を助けたいと思うというのは、気高い動機かもしれないが、そう思ったからといって助けることが楽になるわけではない。
教訓第二番
もし人々がこちらの助力を欲していないのなら、いくらこちらが頭のいい、すばらしい人間だったとしても、われわれは決して彼らを助けることには成功しない。
教訓第三番
助力が効果的であるためには、問題の明確な定義に関する相互の合意が必要である。
教訓第四番
彼らがこちらの助力を望んでいるかどうか、いつも確認しよう。
教訓第六番
たとえ人々が助力を欲している、ということに同意したとしても、その同意は生涯にわたる契約ではないのがふつうである。
ほかの人々を助けたいと望む人は、自分では気づいていないかもしれないが、一般に自分自身も何かを得ることを期待しているものだ。
たいていの人は、助けようという方も利己的だ、ということを理解する。だが彼らは、自分たちはその規則の例外だと考える。
助力への試みは、しばしばじゃましてやろうという試みと解釈される。
どんなに奇妙に見えようとも、たいていの人々は実は親切にしようとしているのだ。
規則をガイドに変換する
第一段階
規則を明確かつ具体的に述べる。
第二段階
その規則のサバイバル上の価値を承認し、自分の無意識と取引をする。
第三段階
自分に選択の余地を与える。
第四段階
確実性から可能性への変換する。
第五段階
規則の中の全体性を、非全体性に変える。
第六段階
一般を個別に変える。
世界を比較的有能かつ正確に扱ってゆくこと
a、他人を扱う際に、明確である。
b、自分の思考と感情に気づいている。
c、外界にあるものが見え、また聞こえる。
d、他の人々に対して、自分とは別の、独特な存在として対する。
e、違いがあったとき、それを脅威とか衝突のきざしとか見ないで、学び、調べる機会であると考える。
f、人や状態を扱うときは、それぞれの文脈の中で、それがどうあってほしいとか、どうあるはずであるとかではなく、むしろどうあるかに目を留めて扱う。
g、自分が感じ、考え、聞き、見ることに責任を持ち、それを否定したり他人のせいにしたりしない。
h、与え、受け取り、相手のいう意味を確かめるための、開放的な技術を持っている。
有効な組織作りへの障害
障害第一番
偉いさんゲームをする
障害第二番
人を機械扱いする
障害第三番
自分でやってしまう
障害第四番
有効でない組織作りに報酬を与える
ロージーの返事
もしあなたが何かをそんなにほしいと思うのなら、多分あなたはそれをもらわない方がいい。

### ソフトウェア文化を創る1 ワインバーグのシステム思考法
クロスビーの品質の定義
品質は“要求に対する適合”である。
品質についての言明
品質についての言明はすべて、誰かにとっての言明である。
政治的ジレンマ
ある人にとってのより良い品質は、別の人にとってのより悪い品質を意味する。
品質の意思決定
意思決定のさい、誰の意見が殺し文句になるか？
品質の政治的/感情的な次元
品質は誰かにとっての価値である。
品質の妥当でない定義
品質とはエラーがないことだ。
クロスビーの品質の経済学
最初に仕事を正しく行うことがいつも安上がりなのである。
完全性の要求
不当な完全性の要求は成熟というよりもむしろ幼児性の表れである。
ボールディングの後づけ原理
ものごとがそうあるのは、そうなったからだ。
スーパープログラマ像
開発ツールとしての管理に関する知識がない。
思考パターンを変えるためにモデルを使う
思考が変化するとき、組織が変化する。そして逆も正しい。
システムの挙動の公式
システムの挙動は状態と入力で決まる。
悪い管理の第一法則
何かがうまくいかないときは、もっとそれを続けよ。
ブルックスのモデルのいいかえ
他のすべての原因よりもカレンダー時間の切迫が、ソフトウェアプロジェクトにその失敗の現実を直視させる。
いいかえたブルックスのモデルのいいかえ
他のすべての原因よりもカレンダー時間の切迫が、彼らのモデルの誤りを直視させる。
なぜソフトウェアプロジェクトはうまくいかないのか
他のすべての原因よりも破滅のダイナミックスからくる“品質の欠如”によって、ソフトウェアプロジェクトは台無しになる。
なぜソフトウェアプロジェクトはうまくいかないのか(パート2)
他のすべての原因よりも“誤ったモデル”に基づくマネージメント行動こそが、ソフトウェアプロジェクトは台無しになる。
縮尺の錯誤
大きなシステムは、小さなシステムと似たようなもので、単により大きいだけだ。
可逆的錯誤
やってしまったことはいつでも元に戻せる。
因果的錯誤
すべての結果には原因がある。…因果は解きほぐせるはずだ。
人びとによる意思決定
システムの意思決定時点では、次の事象を決定するのはいつでも、その前の事象ではなく、その事象に対する人びとの反応である。
計算の平方根
ある種の単純化をしないかぎり、一連の方程式を解くための計算量は、少なくとも方程式の数の2乗に比例して速く増大する。
自然のソフトウェアダイナミックス
人間の脳の能力の多少は多少を問わず固定している。しかしソフトウェアの複雑性は少なくともプログラムの規模の平方に比例して成長する。
規模/複雑性ダイナミックス
野心的な要求仕様は、もっとも才気ある開発者の知的容量などやすやすと超えてしまう。
両対数法則
どんなデータ集合でも、両対数紙上にプロットすれば直線になる。
人助けモデル
みかけがどんなでも、人は役に立とうと努力しているものだ。
追加の原理
無益な振舞いを減らすもっとも良いやり方は、有益な振舞いを増やすことにある。
プログラミングの第一原理
エラーを処理する最良の方法は、まず第一にエラーを作りこまないようにすることである。
ゼロ・エラーの錯誤
ソフトウェアのおびただしいエラーは無価値を保証するけれども、ゼロ・エラーはソフトウェアの価値に関して何も保証しない。
管理者のジレンマ
よく調整されたシステムの管理者は、必ずしも髪振り乱して働いているように見えない。
管理者錯誤
せわしく働いていない管理者は、良い仕事をしていない。
髪振乱して働いている管理者は、良い管理者であるにちがいない。
差異検出ダイナミックス
最初に、ごく少量のテスト時間が、いくつかのやさしい時間に費やされる。次に、大部分の容易な問題はテストサイクルの初期に見つけられる。
故障検出曲線(悪いニュース)
線形外挿的な方法で故障を検出するテスト技術はない。
故障検出曲線(良いニュース)
異なった検出技術を結合して技術を改良できる。
軍隊の原理
悪い兵士というのはいない、ただ悪い将校がいるだけである。
軍隊の原理(修正版)
悪いプログラマというのはいない、ただ故障のダイナミックスを理解しない管理者がいるだけである。
自己無効化モデル
変更を正しく容易に行えるという信念は、かえって正しい変更の可能性を減じる。
さざ波効果
この効果は、ある一つの欠陥の解決を効果あるものにするために変更しなければならないコード領域の数に関連する。
モジュールダイナミックス
システムをモジュール化すればするほど、考慮しなければならない副作用が減る。
タイタニック効果
災難は起こりえないという考えから、しばしば考えられない災難が生じる。
圧力/判断ダイナミックス
圧力→服従→誤評価→制御不足→増大する圧力
反応減少の法則
圧力を加えれば加えるほど得るものは少なくなる。
ワインバーグのソフトウェア第0法則
ソフトウェアがまともに作動する必要がなければ、品質以外のどんな要求でもみたすことができる。
マネージャー不在
多忙なマネージャーすなわち悪いマネージメントだ。
まともにやっている時間がない
まともにやる時間がないのに、なぜものごとをやってのけられるのだろうか。
ブーメラン効果
品質をてっとり早く片づけようとすればするほど、問題はますます悪くなる。

### ワインバーグの文章読本 自然石構築法
作文の教訓その1
興味のないことについて書こうと思うな。
エネルギーの法則(反応の法則)
すぐれた文章を書くためのカギは、石に対する人間の感情的反応である。
すべてのライターにとって最も大切な本
文章を書くために必要なもっとも大切な本は、
いまメモをとるために用意した白紙のノート、
または紙の切れ端、またはカード、または何か近代的な電子記録装置である。
ポテトチップスの原理
相手のことを知っていれば、引き金を仕掛けるのはたやすい。
完璧主義のルール
わたしはいつも完璧でなくてはならない。
わたしは完璧ではない文章を書いてはいけない。
わたしは完璧ではない文章を出版してはいけない。
大恐慌のルール
何ひとつ無駄にしてはいけない。
生命のテスト(エネルギーの法則の応用)
生命がなければ、そこに石もあるはずがない。
鈍麻のテスト(エネルギーの法則の変化形)
わたしの作品を読むと、その題材に対する関心は以前より低くなるだろうか？
わたしの作品を読むと、登場人物に対する関心は最初より低くなるだろうか？
書き始める前より書き終えたあとの方が素材に対する関心が薄れていたら、捨ててしまえ。
ダニーの一割削減
1. 自分の文章から二つの段落を選ぶ。よくできたと思う段落と、満足できない段落を選ぶこと。
2. それぞれの段落を1文ずつ書き直し、字数のN分の1を削除する。
3. さらにN分の1の文を削除する。
4. 元の段落よりよくなったが、何か大事なものが欠けていると思ったら、品質を回復するために3語だけ追加してもよい。

フィクションやその他の文芸作品を一割けずる
1. 原稿の中から何かがおかしいと思う個所を選ぶ。その部分のコピーを保存しておく。
2. それぞれの段落のそれぞれの文を書き直し、少なくとも1文につき1単語削除する。
3. 会話文のように1文だけの段落が続く場合は、単純に10文につき1文字削除する。
4. 書き直した文章を元の文章と比較する。元の文章の方がよければ、元に戻せばよい。部分的によくなっていれば、それ以外の部分を元に戻す。全体的に元の文章よりよくなったが、何か大事なものが欠けていると思ったら、品質を回復するために3語だけ追加してもよい。
5. 次に、原稿全体の中で断然よくできていると思う部分で同じ練習を繰り返す。もし元よりよくなったら、この手法を原稿全部に適用する価値があるということではないだろうか。

構成の手法
正しい方法は何通りもある
読者は順番に読む必要はない
最初から正解にたどり着く必要はない
いつでも元に戻せる
ひとりでやる必要はない
既成の手法を使う手もある
読者は何を期待しているかを考える
いつでもシャッフルして新しいゲームを要求できる
構成がおのずと出てくるときもある
ふつうは複数の手法を組み合わせる
シザーズの節約の声明
編集者は人を拒絶するのではない。文字が書かれた紙きれを拒絶するのだ。

### コンサルタントの道具箱 勇気と自信がもてる16の秘密
ラズベリージャムの法則
広げれば広げるほど薄くなる。
イチゴジャムの法則
粒があれば、どこまでも薄くはならない。
ブドウゼリーの法則
ブドウゼリーのことでわざわざ文句を言う人はいない。
期待しすぎなければ、がっかりすることもない。
粒の法則
何かを学びたかったら、全部を学ぼうとしてはいけない。
レディングの読書の法則
読む価値のないものは読むな。
ケアリーのゴミ警報
やる価値のないことは、きちんとやる価値もない。
ゴミにのしをつけるな。
フリーブルの感覚フィルター
やるべきでないことは、いっさいやるべきではない。以上。
合理性抑制の法則
合理的であるな。妥当であれ。
消毒薬の不条理
痛いのは効いてる証拠よ。
おいしい料理には時間がかかります。
コンサルタントから痛むのは効き目がある証拠だなどと言われたら、別のコンサルタントを雇うべし。
金の亡者の格言
大金を損するためには、金のためだけに仕事をすればよい。
コンサルタントとして生計を立てていきたければ、金のことも考えるが、ほかの大事なことにも注意せよ。
欲深いやつは信用するな。特に自分の中のやつは。
カモ症候群
何でも知っているつもりの人間ほどだましやすいものはない。
本管の金言
知らなくても怪我をするとはかぎらないが、思い出さないと間違いなくやられる。
ファーストフードのウソ
差なし＋差なし＋差なし＋……は、いつかはっきりした差になる。
ポランスキーの探し物のコツ
絶対にそこにはないと思われているものは、たぶんそこにある。
ポランスキーの推論
みんなが見ろという場所は見るな。
ポランスキーの私的な探し物のコツ
なんの意味もないと思い込んでいる対象には、たぶん意味がある。
金の錠前
新しいことは学びたいが、すでに知っていることから十分な見返りを得ているため、身動きできない。
ダニーの決断のコツ
新しく学ぶことがなくなったら、次へ移るときだ。
臆病者の信条
勇気は気持ちではなく見かけである。
臆病者の公式
Aをすることに対する恐怖がBをすることに対する恐怖より大きい場合、人はBをする。
ロフタスの法則
誰が決めたことか、どこに書いてあることかも知らないのに、慣例に従って仕事をする人たちがいる。
マービンの大秘密第4番
依頼主が何をしていようと、それとは違うことをすすめなさい。
願いの杖にできること
1. 人の心を読むな。自分の心を読め。
2. 自分の望みがわかるまでは、実現するかどうかは気にするな。
3. 自分の望みがわかるまでは、妥当かどうかは気にするな。
4. 自分の望みがわかるまでは、それが受け入れられるかどうかは気にするな。
5. 自分が本当に求めるものを知る手がかりとして、自分が何をしていないかではなく、自分が何をしているかに注意せよ。
6. 自分が何を求め、何を求めないかを知るために、自分の感情に注意せよ。
7. 欲しいものが手に入らないかもしれないと心配するな。それが現実になってからでも、いくらでも心配する時間はある。
8. 話し合わないうちから条件を引き下げるな。
9. 願うものの数を制限するな。
10. ほかの関係者とも遠慮なく交渉してよいことを忘れるな。相手のために交渉をする必要はない。相手には相手の願いの杖がある。

仲介業者の陰鬱な定理
仲介業者と取引の交渉をしても、状況がよくなる可能性は低い。相手はプロ、自分はしろうとだからだ。
仲介業者のきわめて陰鬱な定理
交渉の達人を仲介に立てて契約条件をよくしようとすればするはど、契約条件は悪くなる。
幸せな定理
取り分にかかわらず、こちらが不快感をもてば、エージェントは貧乏になる。
究極の陰鬱な定理
自分の望むものがわからなければ、それが手に入る可能性は低い。
鉄道の逆説
1. サービスが満足なものではない。
2. 1のせいで、客が現在のサービスを利用しない、または十分に利用しない。
3. 同じく1のせいで、客がサービス向上を要求する。
4. 2を理由に組織がサービス要求を拒否する。

サービスがひどいから、サービス向上の要求が拒否される。
鉄道の逆逆説
サービスがよすぎると、評判が聞こえてこないため、提供側がサービスを取りやめることがある。
主婦の仮定
依頼主には自分からの電話を待つ以外にろくな仕事がない、などと思うな。
斜辺の仮説
自分とデータの間に三角形があるときは、斜辺を選ぼう。
金槌の法則
クリスマス・プレゼントに金槌をもらった子供は、何でも叩きたがる。
手段の法則
科学者は、自分が得意とする技法だけを使って解決できるような問題を作る。
ウィーナーの図書館の法則
答えなどない。相互参照があるだけだ。
ルグインの法則
行動に挫折したら、情報を収集せよ。情報収集に挫折したら、眠れ。
危機への偏り
危険なときや疑わしいときは、あたふたして大声でわめきちらせ。
探偵の第1法則
問題を探しているときは、最初に見つけた問題に目を奪われるな。
探偵の第2法則
撃たれて刺されて死ぬのも、撃たれて死ぬのも同じである。
暗黒律
彼らは、人に対してすることを、あなたに対してもするであろう。
探偵の第3法則
相手の質問から必要な情報を入手せよ。
探偵の第4法則
どこからそんな質問が出てくるのか理解できない場合、それは相手が隠しておきたいと思っている計画から出てきているのかもしれない。
シャービーの第4法則
4年生の算数より難しいことをしていたら、たぶんやり方をまちがっている！
テッド・ウィリアムズの法則
うまく考えられないのなら、考えすぎるな。
探偵の第5法則
混乱は既成の秩序に有利に働くので、混乱を利用して犯人を探せ。
サティアの物柔らかな一蹴
1. 言葉、口調、ボディーランゲージを使って、心から感謝を示す。
2. 残念そうに、しかしはっきりと、言い訳せずにノーと言う。
3. 将来、別の関係を作るきっかけを示す。

ゴードンの最初のコンサルティングの法則
依頼主から最初に仕事の話がきたときは、イエスとは言わず、ノーとも言うな。
マタイのしかりと否の信号
誠実で信頼できる人は、自分のイエスやノーを強調するために、わざわざ自分の誠意や信頼性を宣言する必要はない。このことは誰にでも直観でわかる。
善人の指針
誰にでも好かれる必要があるのなら、コンサルタント稼業から手を引け。
人間の斜辺の仮説
自分の心Aと他人の心Bの間に別の人物Cがいるときは、AとBの間の最短距離を選ぼう。
仮定のテクニック
あなたに感情があるとしたら、どんな感情でしょうね？
ほかの人にはどんな感情があると思いますか？
パラレル・パラドックス
依頼主に似すぎていると、依頼主を引きつけられない。
依頼主と違いすぎると、依頼主に逃げられる。
ハートのテスト
依頼主のことや依頼主の問題が心配でなければ、コンサルティングを引き受けるな。
生命の法則
努力しながら死ぬより、成功しながら生きる方がいい。
知的なハートのテスト
誰かに死ぬ気でがんばって助けてくれと頼まれたら、助けようとは思わない。
三本指の法則
自分が誰かを指さしていたら、あとの三本の指がどちらを向いているか考えよ。
モニカのすばらしい鏡
契約交渉は、双方が自分自身を見つめる絶好の機会である。
モニカの鏡の警告
すばらしい鏡を見たくない人たちもいる。
スウィーニーのサインの法則
意味のある約束が欲しいなら、つべこべいわずにサインせよ。
人助けモデル
どう見えようと、人は手を貸そうとしているものだ。
カールの建設的推論
フィードバックは、非難ではなく助言だと考えよう。
ケニーの自動車修理の法則
いつも修理や交換が必要になる部品は、最も手が届きにくい場所に取り付けられる。
内省の第1の秘密
秘密などない。人間の行動は誰でも観察できる。
サティアの三つの普遍的な質問
- 私はどうしてここにいるのだろう？(過去)
- 私はここにいることをどう思っているのだろう？(現在)
- 私は何を実現したいのだろう？(未来)

集中、入身、転換(返答のパターン)
1. 最初に、集中する。
2. つぎに、相手の感情の構造に入る。
3. 最後に、状況を転換する問題解決の行動をとる。

望遠鏡の焦点リスト
1. 「集中」自分は今どのような気持ちか。
2. 「環境」今ここには何があるか。
3. 「記録」この人物を写真に撮ったら何が見えるか。
4. 「類似」自分はこの人物を誰と重ねているか。
5. 「投影」これらの思考や感情は本当に相手によるものか、それとも私が相手に自分の思考や感情を投影しているのではないか。
6. 「分類」自分はどのような分類を適用しているか。
7. 「読心」相手の頭の中では何が起きていると思うか。
8. 「歴史」相手と過去につきあいがあるとすれば、それは良いものだったか、悪いものだったか。
9. 「伝聞」この会合の前に第三者から得た情報はないか。
10. 「共有」このチェックリストの項目を相手に知らせることをどう思うか。

データの質問
この人物にこういう印象をもったのは、具体的に何を見聞きしたからだろう？
イザベルの最初のひと言
白紙の状態から始めてはいけない。
混沌たる特異性の法則
ある人には役立つことも、別の人には苦痛である。
ある人には一粒でも、別の人には二粒である。
悪いコンサルティングの第1法則(悪い管理の第1法則)
うまくいかないことがあったら、もっとやれ。
良いコンサルティングの第1法則
うまくいかないことがあったら、ほかのことをやれ。
ドンの逸脱の法則
規則的すぎるデータは、観察の結果ではない。作為の結果である。
問題解決に関するスパークスの法則
問題の原因となった人物が誰だかわかってくると、問題を解決できる可能性は低くなる。
背景の目隠し
魚にはいつも水が見えない。
前景の幻想
魚はいつもまっさきに空気に気づく。
5分間の法則
依頼主はつねに自分の問題の解き方を知っていて、その解答を最初の5分間に口にする。
ボールディングの逆行原理
ものごとがそうなっているのは、そうなったからだ。
ブラウンのすばらしき遺産
言葉が役に立つこともあるが、音楽にはいつも耳を傾ける価値がある。心の中の音楽は特にそうだ。
不調和の洞察
言葉と音楽が合っていなかったら、そこに欠けた要素がある。
逆金ピカの法則
よく見せかけられているものがあれば、元の姿に正すべきである。
曲がったパイプのクレンザー
受け取ったものが何だか理解できないときは、まずパイプに問題がないか調べよ。
カウボーイの格言
独身でいたかったら、完璧な相手を探せ。
完璧なバランスの逆説
不調和を保ちたかったら、完璧な調和をめざせ。
体と脳の命令
まず体を信用せよ。脳はその次だ。
パーソンの特異性原則
相手が奇妙な行動をとっていたら、たぶん奇妙なものに反応しているのだ。それはたぶん自分である。
サティアの勝つか負けるか学ぶかの原理
調和がとれていれば、勝つか負けるかはわからないが、かならず学ぶことができる。
マナのモデル
大きな魔力(マナ)を持つ人と、持たない人がいる。
適任と寡黙のジレンマ
調和がとれるようになるほど、自分の発言に注意しなければならない。
スターの代理症候群
誰がどれだけ望んでも、他人の代わりに調和をとることはできない。
ナオミの知識への一撃
経験は最高の教師であるだけではない。唯一の教師である。
経験は唯一の教師かもしれないが、経験が何かを教えてくれるとはかぎらない。
クラークの第3法則
十分に発達した技術は、魔法と区別がつかない。
魔法のダブルバインド
魔法と区別がつかないとしたら、次もうまくいくなどとどうして言えるのだ？
選択の魔力
人はそこにいるのは、そこにいることを「選んだ」からである。
ファニーの渋面運命論
所詮、重要なものなど何もない。
フェリシティの羽根の哲学
所詮、重要なものは何もないのだから、重要だというふりをしてもかまわない。
所詮、重要なものは何もないのだから、何のふりもしていないふりをしてもかまわない。
パンドラ性発疹
新しいものがうまくいくことなどないのだが、今度は違うのではないかという期待はいつもある。
時間を無駄にする方法
- 混乱は時間の無駄である。
- 急がば回れ。信用は時間の代わりになる。正しく使えば、金もしかり。
- 結論に飛びつくのは時間の無駄である。原因追究もしかり。
- コンピューターは時間の無駄になることがある。バックアップでその時間を節約できることもある。
- 時間の無駄の原因は休暇ではない。計画不足である。
- ゆとりは時間の節約になる。頼りになる人たちに頼ることもしかり。
- 新しいメンバーに考えを伝授するには時間がかかるが、無駄な時間ではない。
- テストは時間を食うように思われるかもしれないが、早い段階にうまくやれば、かかった以上の時間を節約できる。
- 研修も時間を食うように思われる活動のひとつだが、早い時期に行えば、実際には時間の節約になる。
- 間違いは時間の無駄になる。
- いらだちは時間の無駄である。現実を受け入れないこともしかり。
- プロジェクトが計画に合わないのではない。計画がプロジェクトに合っていないのだ。
- 組み立てが悪いと時間の無駄になる。不当な期待もしかり。
- 主義を守らずに節約した時間は、まったく節約にならない。それどころか、人生の無駄である。
- 妥当であれば、大幅な時間の節約になる。
- お金で幸福は買えないかもしれないが、信頼性は買うことができ、ひいては時間を買うことができる。

ジェリーのプロジェクト期間の鉄則
かならず予定より時間がかかる。
時限爆弾
時は淘汰をすすめる。
ノリエの手際の法則
早くて雑なものなどない。早く仕事をしたければ、手際よくやることだ。
レオの無精法則
明日にはやる必要がなくなっているかもしれないことを今日やるな。やろうとも思うな。
カオスを最大限に生かす
- 自分自身、自分の信念、自分の考えを大事にする。
- 自分を信頼する。
- 自分白身、自分のスタイル、好みを知る。
- セルフケアを実践する。
- 休憩する。
- 大から得る必要のある協力を積極的に求める。
- 有意義で自分にふさわしく、自分を育ててくれる強化を求める気持ちを大事にする。
- 今までの成功を思い出す。
- 退屈していたら「旧態」にいるのだと認識し、別の場所へ移る。
- 精神的な支えが必要なときは求める。
- 自分の置かれているカオスを発展させ、大事にする。
- 新しいアイデアを探す。とっぴなアイデアであるほどよい。
- 新しいことを学び、これまでの知識に加え、依頼主とともに試す。

### パーフェクトソフトウェア テストにまつわる幻想
時間制限のヒューリスティック
プロジェクトの誰も、プロジェクトの誰の時間をもむやみに浪費すべきではない。
生き残りのルール
私はいつも完璧でなければならない。
私は仕事のできない人間であってはならない。
私は何があってもスケジュールに遅れてはならない。
私はいつも約束を守らなければならない。
気のきいたことが言えないなら黙っていろ。
問題を見つけなかったら、仕事をしていることにならない。
誰も怒らせてはならない。
ドッグフードテスト
ドッグフードを愛犬に食べさせる前に自分で食べろ。
黄金の象シンドローム
白い象は単なる無用の長物だが、それが黄金でできていて費用がかかっていた場合、とにかく使ってみようと考える人が現れる。
3のルール(テストデータの解釈に関する3のルール)
テスト結果について少なくとも3通りの解釈が思いつかなければ、まだ十分に考えていない。

## 著作
- 『プログラミングの心理学-または、ハイテクノロジーの人間学』 ジェラルド・M・ワインバーグ著　木村泉,久野靖,角田博保,白浜律雄訳　技術評論社　ISBN 9784774100777
  - 『プログラミングの心理学-または、ハイテクノロジーの人間学 25周年記念版』 ジェラルド・M・ワインバーグ著　木村泉,久野靖,角田博保,白浜律雄訳　毎日コミュニケーションズ　ISBN 9784839915940
  - 『プログラミングの心理学 【25周年記念版】』 ジェラルド・M・ワインバーグ著　伊豆原弓訳　矢沢久雄解説　日経BP社　ISBN 9784822284701
- 『一般システム思考入門』 ジェラルド・M・ワインバーグ著　増田信爾訳　紀伊國屋書店　ISBN 9784314002547
- 『計算機入力の人間学-打鍵入力信頼性技法』 トム・ギルブ,ジェラルド・M・ワインバーグ著　木村泉,米澤明憲訳　共立出版　ISBN 9784320022553
- 『システムづくりの人間学-計算機システムの分析と設計を再考する』 ジェラルド・M・ワインバーグ著　木村泉訳　共立出版　ISBN 9784320022812
- 『要求仕様の探検学-設計に先立つ品質の作り込み』 ジェラルド・M・ワインバーグ,ドナルド・C・ゴース共著　黒田純一郎監訳　栁川志津子訳　共立出版　ISBN 9784320023529
- 『ライト、ついてますか—問題発見の人間学』 ジェラルド・M・ワインバーグ,ドナルド・C・ゴース共著　木村泉訳　共立出版　ISBN 9784320023680
- 『コンサルタントの秘密-技術アドバイスの人間学』 ジェラルド・M・ワインバーグ著　木村泉訳　共立出版　ISBN 9784320025370
- 『スーパーエンジニアへの道-技術リーダーシップの人間学』 ジェラルド・M・ワインバーグ著　木村泉訳　共立出版　ISBN 9784320025639
- 『ソフトウェア文化を創る1 ワインバーグのシステム思考法』 ジェラルド・M・ワインバーグ著　大野徇郎訳　共立出版　ISBN 9784320027060
- 『ソフトウェア文化を創る2 ワインバーグのシステム洞察法』 ジェラルド・M・ワインバーグ著　大野徇郎訳　共立出版　ISBN 9784320027077
- 『ソフトウェア文化を創る3 ワインバーグのシステム行動法』 ジェラルド・M・ワインバーグ著　大野徇郎訳　共立出版　ISBN 9784320027084
- 『ソフトウェア文化を創る4 ワインバーグのシステム変革法』 ジェラルド・M・ワインバーグ著　大野徇郎訳　共立出版　ISBN 9784320029804
- 『ワインバーグの文章読本 自然石構築法』 ジェラルド・M・ワインバーグ著　伊豆原弓訳　翔泳社　ISBN 9784798111223
- 『コンサルタントの道具箱 勇気と自信がもてる16の秘密』 ジェラルド・M・ワインバーグ著　伊豆原弓訳　日経BP社　ISBN 9784822281724
- 『パーフェクトソフトウェア テストにまつわる幻想』 ジェラルド・M・ワインバーグ著　伊豆原弓訳　日経BP社　ISBN 9784822284299